# Gatesville (Karolina Północna)
Gatesville – miasto w Stanach Zjednoczonych, w stanie Karolina Północna, siedziba administracyjna hrabstwa Gates.